# Römerlager Oberbrechen

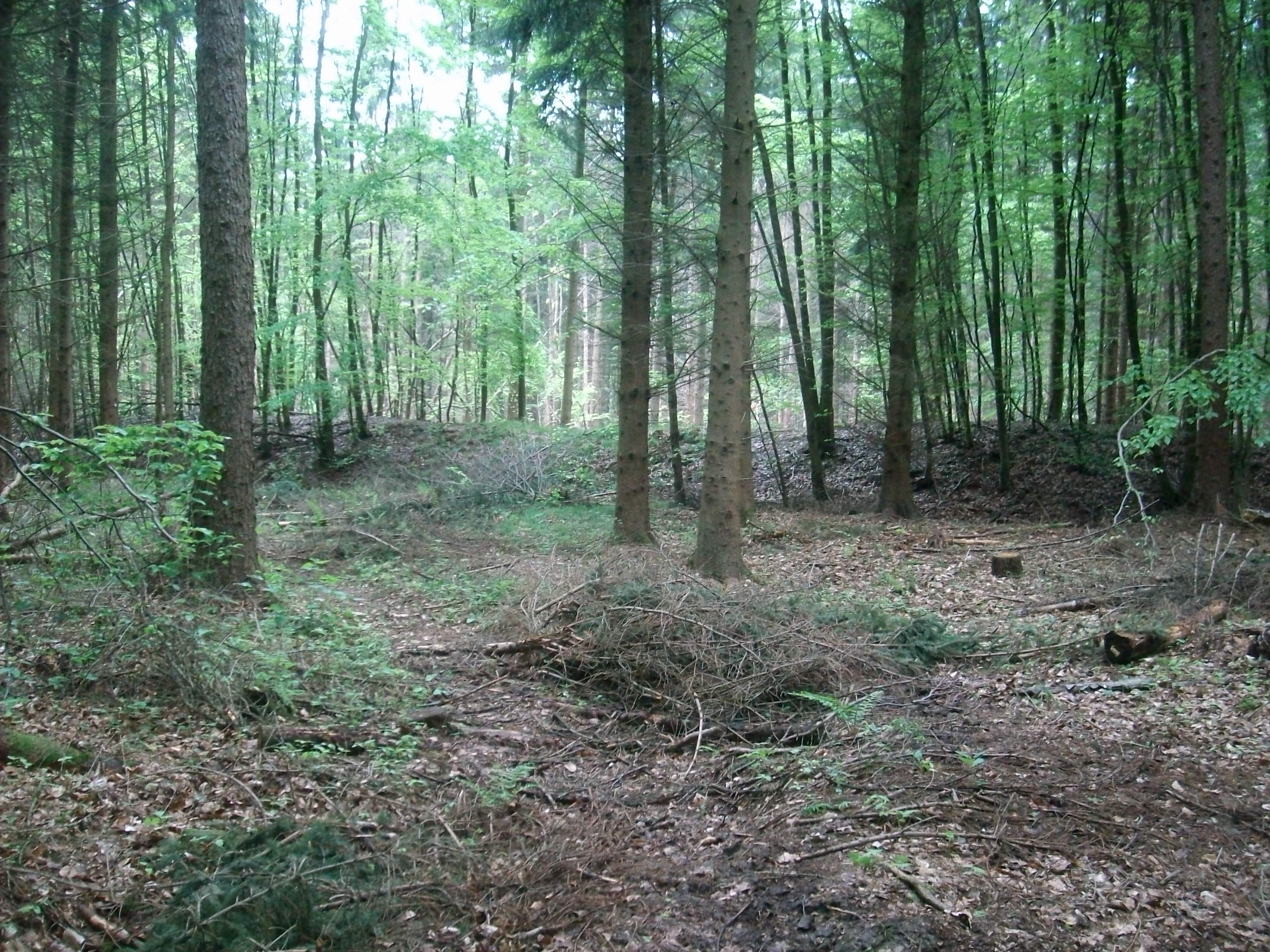
Römisches Lager Alteburg

Das Römerlager Oberbrechen, auch „Alteburg“ genannt, ist ein frührömisches Militärlager auf der Gemarkung von Oberbrechen, einem Ortsteil der Gemeinde Brechen im Landkreis Limburg-Weilburg in Hessen (Deutschland).

## Lage
Das heutige Bodendenkmal befindet sich im „Großen Wald“ östlich von Oberbrechen nahe bei Villmar-Weyer und südlich von Limburg an der Lahn am Emsbach, einem linken Zufluss der Lahn, im Taunus. In der Antike befand es sich auf rechtsrheinischen Gebiet, in der Germania magna.

## Geschichtliche Einordnung
Lange Zeit wurde die Alteburg für eine frühneuzeitliche Schanze aus dem Dreißigjährigen Krieg gehalten. Besonders der gute Erhaltungszustand der Graben-Wall-Anlage hatte zu dieser Interpretation geführt, die auch Karl August von Cohausen vertreten hatte.
Bereits 1915 wurde aber ein Denar aus augusteischer Zeit gefunden.
Durch Sondengänger-Funde aufmerksam geworden, führte die Bezirksarchäologin Sabine Schade-Lindig vom Landesamt für Denkmalpflege Hessen 1999 bis 2001 erste Untersuchungen durch. Während dieser Grabungen wurden allerdings nahezu keine datierbaren Funde geborgen. Im Herbst 2010 wurde abermals eine kleine Grabung durchgeführt.

## Funktion
Das frührömische Lager Alteburg war laut den örtlichen Informationstafeln kein Marschlager, kann aber nur kurz bestanden haben. Es wurde vermutlich bei Roms Versuch angelegt, Germanien zu einer römischen Provinz zu erklären,  und spätestens um 9 n. Chr., das Jahr der Varusschlacht, aufgegeben, wie auch verschiedene andere Lager an Main, Lahn und im Limburger Becken sowie nördlich von Kassel auf niedersächsischem Gebiet. So wurden 2012 im Bereich des neuen Brückenbauwerkes der Bundesautobahn 3 zwei weitere Römerlager bei Limburg aus der Zeit um Christi Geburt ergraben.

## Anlage
Die Südfront der Anlage hat eine Länge von etwa 140 Metern, es schließen sich zwei Wallschenkel von einer Länge von 90 (Westen) beziehungsweise 135 Metern (Osten) an. Der Wall erhebt sich etwa 1,0 bis 1,5 Meter über den umliegenden Waldboden.
Die neueren Untersuchungen ergaben, dass die Anlage von einem typischen, römischen Spitzgraben umschlossen ist und rund zwei Hektar fasst. Der nördliche, außerhalb des Waldgebietes liegende Teil ist erodiert. Magnetikuntersuchungen zeigen ein einzelnes Lagertor im erodierten Nordwall. Die Umwehrung bestand offenbar aus einer Rasensodenmauer. Bislang wurde keine Innenbebauung gefunden. 
Westlich an die Anlage schließt sich eine Gruppe hallstattzeitlicher Hügelgräber an.

## Denkmalschutz
Der Bereich des Lagers ist ein Bodendenkmal nach dem Hessischen Denkmalschutzgesetz. Nachforschungen und gezieltes Sammeln von Funden sind genehmigungspflichtig, Zufallsfunde an die Denkmalbehörden zu melden. Zudem hat es den Schutzstatus für den Kriegsfall nach der Haager Konvention erhalten.

## Galerie

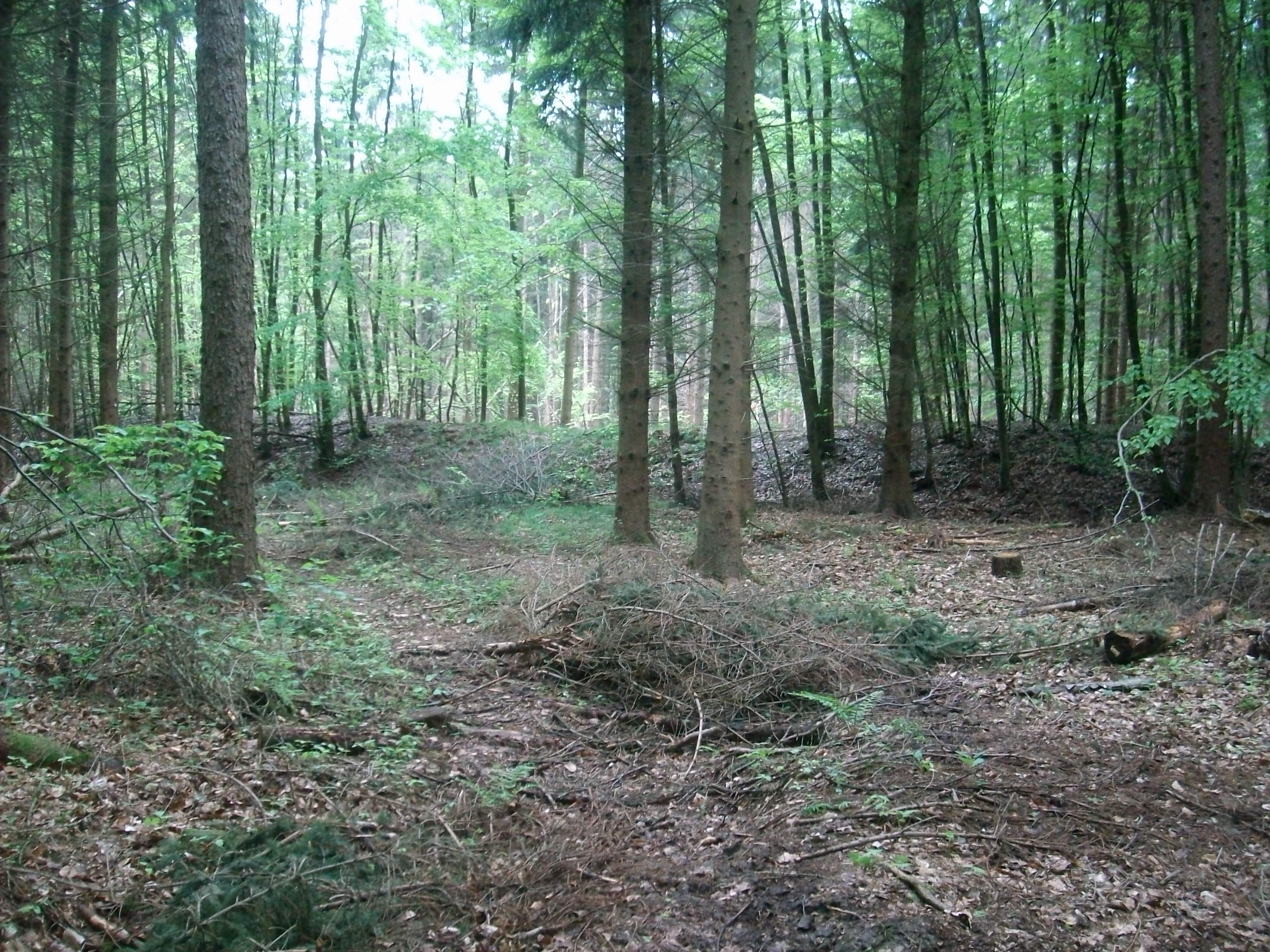
Blick auf den Südwall
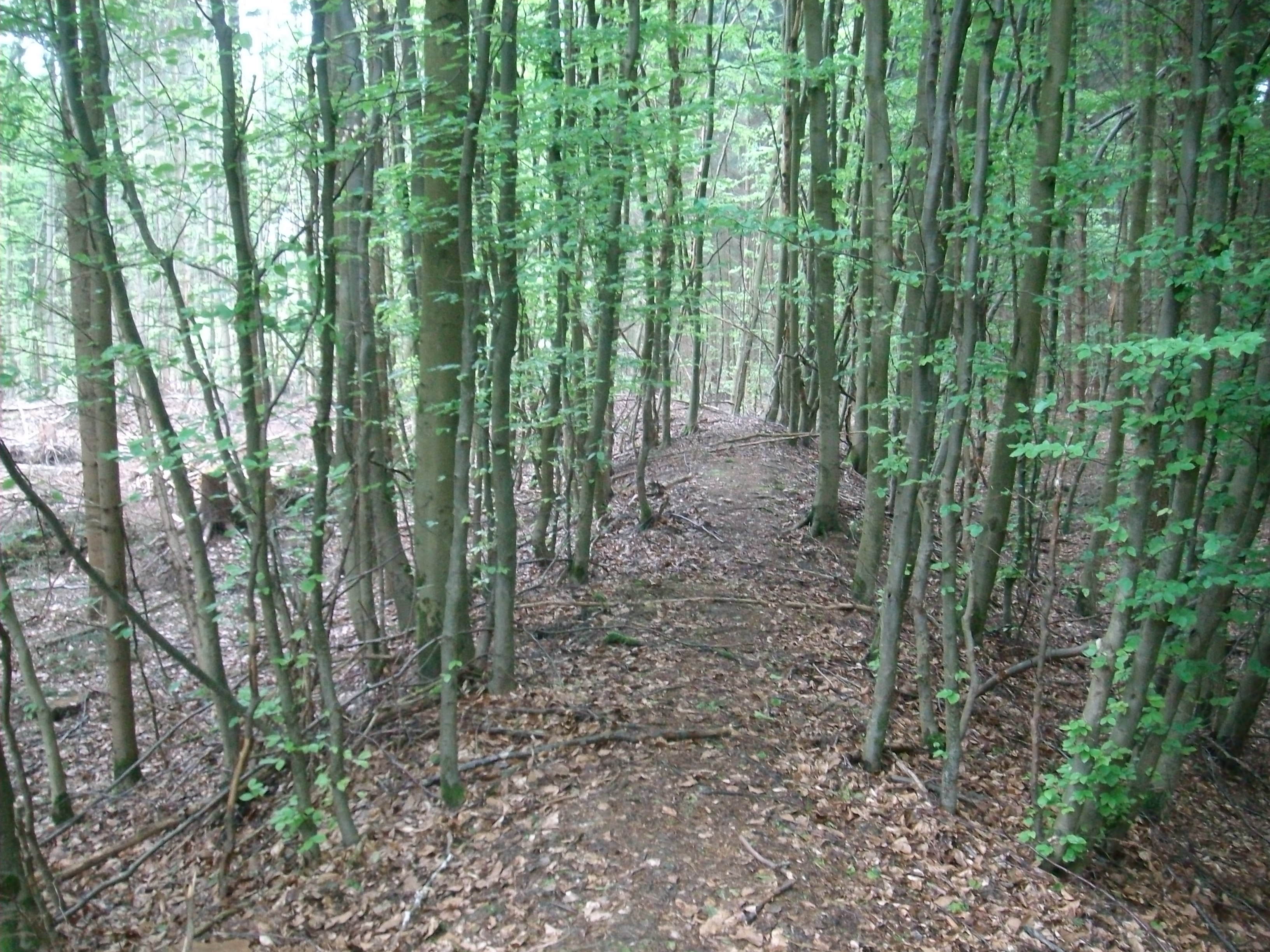
Auf dem Wall
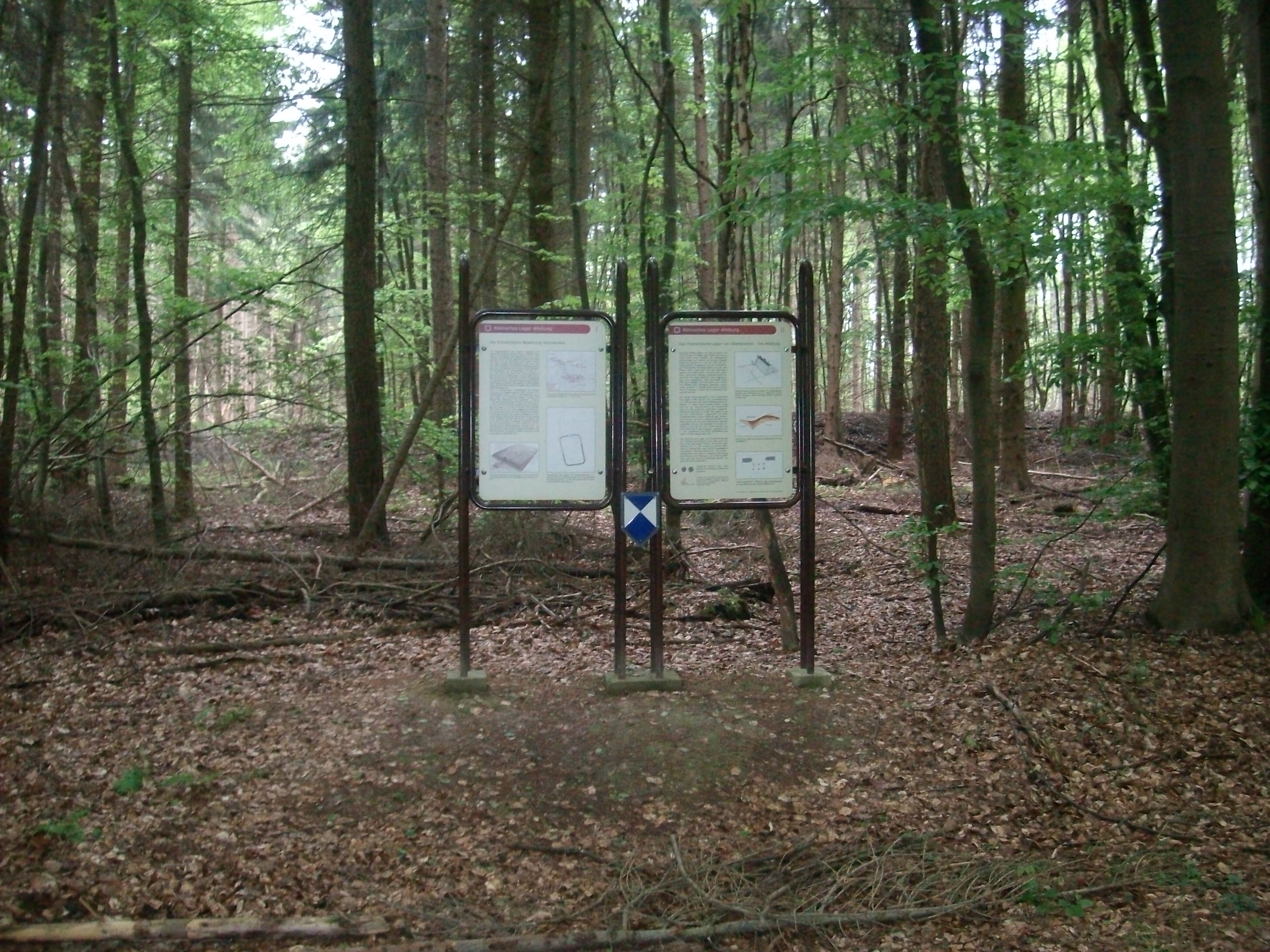
Örtliche Informationstafeln
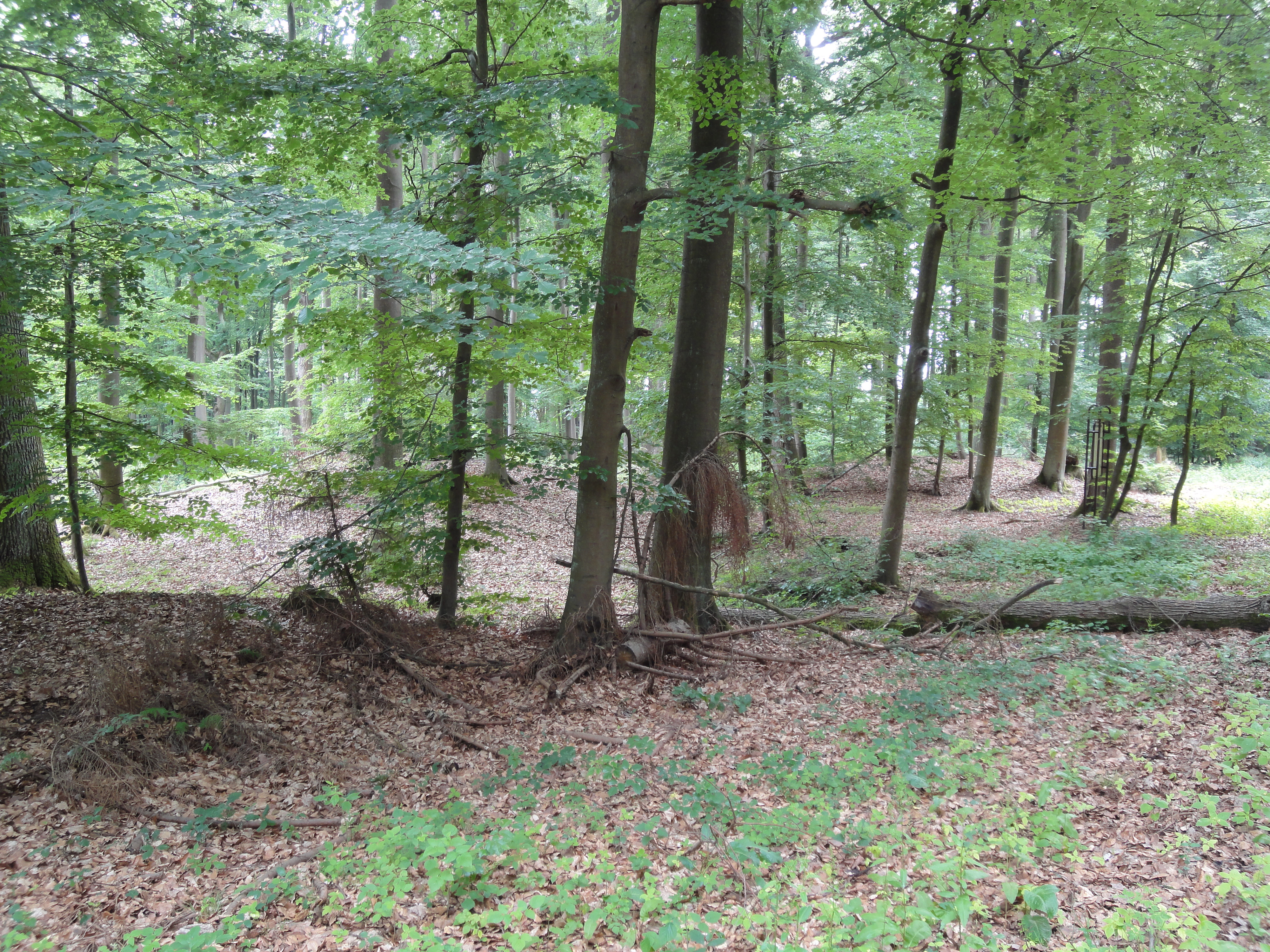
Das umfangreiche, nahe gelegene Hügelgräberfeld